# Lumbricus meliboeus
Lumbricus meliboeus är en ringmaskart som beskrevs av Karel Rosa 1884. Lumbricus meliboeus ingår i släktet Lumbricus, och familjen daggmaskar. Arten är reproducerande i Sverige.